# Le Haillan
Le Haillan (okzitanisch: Hailhan) ist eine französische Stadt mit 11.499 Einwohnern (Stand: 1. Januar 2022) im Département Gironde in der Region Nouvelle-Aquitaine. Sie liegt im Arrondissement Bordeaux und gehört zum Kanton Mérignac-1. Die Einwohner werden Haillanais genannt.

## Lage
Le Haillan liegt nordwestlich von Bordeaux. Umgeben wird Le Haillan von den Nachbargemeinden Le Taillan-Médoc im Norden, Eysines im Osten, Mérignac im Süden und Saint-Médard-en-Jalles im Westen.

## Geschichte
Le Haillan wurde 1867 aus dem Gemeindegebiet von Eysines als eigenständige Gemeinde herausgelöst.

### Bevölkerungsentwicklung
- 1962: 1613
- 1968: 2272
- 1975: 3949
- 1982: 5584
- 1990: 6974
- 1999: 8133
- 2006: 8378
- 2011: 9282

## Sehenswürdigkeiten

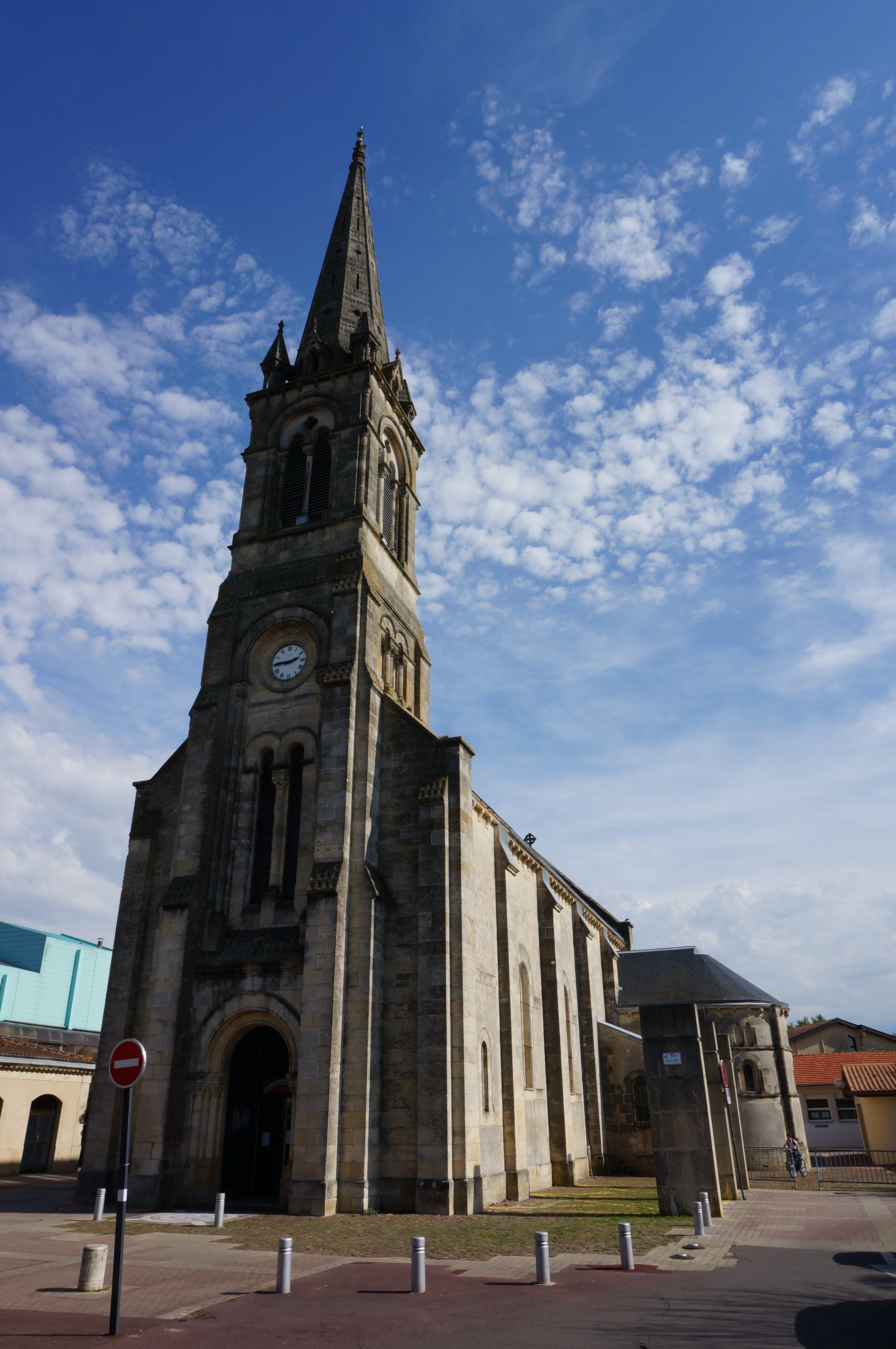
Kirche Notre-Dame-de-la-Merci

- Kirche Notre-Dame de la Merci (siehe auch: Liste der Monuments historiques in Le Haillan)
- Château Bel Air, 1746 errichtet, vom Fußballklub Girondins Bordeaux als Trainingszentrum genutzt

## Gemeindepartnerschaften
Die Gemeinde pflegt Partnerschaften mit Colindres, Kantabrien, Spanien, Kalampaka, im Regionalbezirk Trikala, Griechenland sowie Enderby, Leicestershire (England), Vereinigtes Königreich.